# Castillo de Sora
El castillo de Sora es una fortaleza medieval, declarada Bien de Interés Cultural, que se localiza en la comarca de las Cinco Villas, en la provincia de Zaragoza. El castillo, situado a unos 4 km del pueblo de Castejón de Valdejasa, está construido en lo alto del llamado monte Guarizo, punto de gran valor estratégico ya que desde su altura se divisa una gran extensión de terreno que se extiende desde el Prepirineo hasta el valle del Ebro, comprendiendo hacia el oeste la vega del río Arba y la vertiente aragonesa de las Bardenas Reales.
Antiguamente esta enorme visibilidad se ampliababa considerablemente mediante el empleo de unas pocas atalayas o torres ópticas convenientemente situadas en Monlora (al norte), la Plana del Castellar (al este), Tauste (al sur) y el Santuario de Sancho Abarca o el Pico del Fraile (al oeste). Esta asombrosa ubicación le confería un excepcional control sobre los movimientos de tropas y escaramuzas que tenían lugar en las cercanías.
El nombre de Sora se procede, según algunos, del fráncico *saur, misma raíz que da en español soro.